# Eternal Idol
Gli Eternal Idol sono un gruppo musicale heavy metal italiano formatosi alla fine del 2015 da Nick Savio e Fabio Lione.

## Storia del gruppo
La storia del gruppo affonda le sue radici in quella degli Hollow Haze in cui milita il chitarrista Nick Savio. Nel 2013 infatti Fabio Lione si unisce al gruppo cantando "Countdown To Revenge", scrivendo i testi e le melodie vocali del cd in questione ed aiutando a produrre il cd successivo. Nel 2016 si concretizza l'ipotesi di una nuova band con due voci con la nascita degli Eternal Idol. A Savio e Lione si aggiunge il bassista Andrea Buratto, già membro dei Secret Sphere e degli Hell in the Club. La band pubblica così il primo disco con l'etichetta Frontiers Records intitolato "The unrevealed secret", che incontra un ottimo riscontro di pubblico e stampa. Un tour promozionale in Italia e Spagna fa seguito alla release. Dopo un cambio di formazione che vede l'ingresso di Enrico Fabris e Claudia Layline rispettivamente alla batteria e alla voce, la band si mette al lavoro per registrare nuovo materiale annunciando un nuovo album previsto per il 2020.
"Renaissance", questo il titolo del nuovo album, vede la luce il 6 novembre 2020 su Frontiers Records e Ward records per il mercato giapponese. L'album viene anticipato dai videoclip di "Into the darkness" e "Dark Eclipse", mentre in contemporanea alla release esce anche il video del brano "Black Star". Il 16 gennaio 2021 gli Eternal Idol pubblicano il lyrics video della ballad Away from Heaven, ultimo singolo  estratto dal nuovo album "Renaissance". Il 19 febbraio 2021 pubblicano un EP digitale contenente 4 cover riarrangiate con orchestrazioni tipiche dello stile della band, intitolato "Rocking with the Idols". A fine 2022 viene pubblicato il nuovo singolo "Ecstasy And Pain", primo lavoro in studio con i due nuovi cantanti Gabriele Gozzi e Letizia Merlo. Attualmente la band sta lavorando a nuovo materiale per il terzo album. 

## Stile e influenze
La musica degli Eternal Idol è un mix di heavy metal con elementi sinfonici dove la caratterizzazione dello stile arriva dal binomio delle due voci soliste, una maschile ed una femminile.
Il nome Eternal Idol richiama il titolo dell'album The Eternal Idol dei Black Sabbath.

## Discografia
- 2016 - The Unrevealed Secret
- 2020 - Renaissance
- 2021 - Rocking With The Idols (EP)
- 2022 - Ecstasy And Pain (singolo)

## Formazione
- Gabriele Gozzi - voce (2022 -  presente)
- Letizia Merlo - voce (2021 - presente)
- Nick Savio - chitarra e tastiere (2016 - presente)
- Enrico Fabris - batteria - (2019 - presente)
- Andrea Buratto - basso (2016 - presente)